# スー族のゴースト・ダンス
『スー族のゴースト・ダンス』（スーぞくのゴースト・ダンス、Sioux Ghost Dance）は、1894年に制作された白黒のサイレント映画で、ウィリアム・K・L・ディクソンがプロデュースし、ウィリアム・ハイセが撮影監督を務めたエジソン・スタジオの作品。標準的な35ミリフィルム1巻に、21秒の映像が記録されている。この映画は、エジソンのブラック・マリア・スタジオにおいて、『バッファロー・ダンス (Buffalo Dance)』と同じ時期に撮影された。これら2点の作品は、ネイティブ・アメリカンを大きく取り上げた最初期の映画ということになる。『スー族のゴースト・ダンス』では、少年2人を含むスー族の戦士たちがゴースト・ダンスを披露する。エジソンのカタログによれば。両作品に登場する演者は、本物のスー族で伝統的な衣装をまとい、出陣化粧を施している。彼らは全員がバッファロー・ビルの「ワイルド・ウエスト・ショー」のベテラン出演者であった。